# Maipokhari
Maipokhari (nep. माईपोखरी) – gaun wikas samiti we wschodniej części Nepalu w strefie Meći w dystrykcie Ilam. Według nepalskiego spisu powszechnego z 2001 roku liczył on 802 gospodarstw domowych i 4447 mieszkańców (2176 kobiet i 2271 mężczyzn).